# Jørgen Winther
Jørgen Winther (født 2. juni 1945 i Uggelhuse ved Randers) er læge og tidligere medlem af Folketinget, valgt for Venstre i Århus Amtskreds. Fra 2010 er han medlem af regionsrådet i Region Midtjylland.
Han er søn af kreaturhandler Anders Winther Laursen og husmor Erna Laursen. Han blev student fra Randers Statsskole i 1964 og cand.med. fra Aarhus Universitet i 1972.

## Karriere

### Medicinsk karriere
Jørgen Winther virkede som reservelæge på Horsens Sygehus 1972-74. Efterfølgende har han være praktiserende familielæge i Randers fra 1974, og fra 1989 konsulent ved medicinalfirmaet H. Lundbeck A/S. Han har tillige været lægebrevkasseredaktør i magasinet Hendes Verden fra 1981 og formand for Lægeforeningen for Randers og Omegn 1977-83.

### Politisk karriere
Winther var først midlertidigt medlem for Århus Amtskreds 10. nov.-18. dec. 1987 og senere permanent medlem fra 10. maj 1988-24. oktober 2007. Fra 1986 har han været medlem af Århus Amtsråd og fra 1994 viceamtsborgmester. Venstres sundhedsordfører siden 1988. Formand for Folketingets Udenrigsudvalg 1990-94. Delegeret ved FN's generalforsamling 1990. Formand for Folketingets udvalg vedrørende Det Etiske Råd 1994-98. 

## Landsforeningen Hjemmedød
Jørgen Winther er initiativtager til og formand for landsforeningen Hjemmedød – en værdig død fra 1983. Han modtog »Ældreprisen« i 1990 for arbejdet med at skaffe bedre forhold for hjemmepleje af døende (ophavsmand til forslaget om plejeorlov i 1978).

## Ekstern kilde/henvisning
- Jørgen Winther på Folketingets hjemmeside  . Dato: 25. juli 2003.